# 埃尔斯维夫河
埃尔斯维夫河（法語：Hers-Vif，法語發音：[ɛʁs vif]，意为“活的埃尔斯河”），又称大埃尔斯河（Grand Hers），是法國的河流，位於該國南部，屬於阿列日河的右支流，河道全長135公里，流域面積1,350平方公里，平均流量每秒15立方米。“维夫”（-vif，意为“活的”）后缀是为了与另一条埃尔斯河（埃尔斯莫尔河，意为“死的埃尔斯河”）作区分。